# Eric Martel
Eric Martel (Straubing, 2002. április 29.) német korosztályos válogatott labdarúgó, az 1. FC Köln játékosa

## Pályafutása

### Klubcsapatokban
2017 előtt az RSV Ittling és a Jahn Regensburg korosztályos csapataiban nevelkedett. 2017 nyarán az RB Leipzig akadémiájára került. A 2020–21-es szezon előtt írta alá első profi szerződését a klubbal, amely 2023. június 30-ig szólt. 2020. december 22-én mutatkozott be a felnőtteknél az Augsburg elleni kupa-mérkőzésen a 88. percben Dayot Upamecano cseréjeként.
2021 januárjában másfél évre került kölcsönbe az osztrák Austria Wien csapatához. Január 23-án mutatkozott be az SV Ried ellen és két sárga lapot is szerzett, ezért kiállították. Január 31-én második mérkőzésén megszerezte az első gólját a WSG Tirol ellen. A szezon során 22 tétmérkőzésen lépett pályára és ezeken a találkozókon szerzett egy gólt. A 2021–22-es idányben is alapembere maradt klubjának, és július 17-én megszerezte a szezonbeli első gólját a kupában a Spittal/Drau ellen. Szeptember 12-én a LASK Linz ellen 2–0-ra megnyert bajnoki mérkőzésen is eredményes tudott lenni.
2022 júniusában az 1. FC Köln csapatához igazolt négy évre.

### A válogatottban
Többszörös német korosztályos válogatott. Pályára lépett a 2025-ös U21-es labdarúgó-Európa-bajnokságon.

## Statisztika
2025. május 18-án frissítve.
| Klub         | Szezon   | Bajnokság          | Bajnokság | Bajnokság | Kupa  | Kupa  | Nemzetközi | Nemzetközi | Egyéb | Egyéb | Összesen | Összesen |
| Klub         | Szezon   | Osztály            | Mérk.     | Gólok     | Mérk. | Gólok | Mérk.      | Gólok      | Mérk. | Gólok | Mérk.    | Gólok    |
| ------------ | -------- | ------------------ | --------- | --------- | ----- | ----- | ---------- | ---------- | ----- | ----- | -------- | -------- |
| RB Leipzig   | 2020–21  | Bundesliga         | 0         | 0         | 1     | 0     | 0          | 0          | –     | –     | 1        | 0        |
| RB Leipzig   | Összesen | Összesen           | 0         | 0         | 1     | 0     | 0          | 0          | 0     | 0     | 1        | 0        |
| Austria Wien | 2020–21  | Osztrák Bundesliga | 21        | 1         | 1     | 0     | 0          | 0          | –     | –     | 22       | 1        |
| Austria Wien | 2021–22  | Osztrák Bundesliga | 30        | 2         | 2     | 1     | 2          | 0          | –     | –     | 34       | 3        |
| Austria Wien | Összesen | Összesen           | 51        | 3         | 3     | 1     | 2          | 0          | 0     | 0     | 56       | 4        |
| 1. FC Köln   | 2022–23  | Bundesliga         | 29        | 1         | 0     | 0     | 6          | 0          | —     | —     | 35       | 1        |
| 1. FC Köln   | 2023–24  | Bundesliga         | 30        | 1         | 2     | 0     | —          | —          | —     | —     | 32       | 1        |
| 1. FC Köln   | 2024–25  | Bundesliga 2       | 31        | 3         | 3     | 0     | 0          | 0          | –     | –     | 34       | 3        |
| 1. FC Köln   | Összesen | Összesen           | 90        | 5         | 5     | 0     | 6          | 0          | 0     | 0     | 101      | 5        |
| Összesen     | Összesen | Összesen           | 141       | 8         | 9     | 1     | 8          | 0          | 0     | 0     | 158      | 9        |

## Sikerei, díjai
- 1. FC Köln
  - Bundesliga 2: 2024–25[14]

## Külső hivatkozások
- Eric Martel adatlapja a Kicker oldalon (németül)
- Eric Martel adatlapja a Transfermarkt oldalon (angolul)
- Eric Martel adatlapja a Soccerway oldalon (angolul)